# Jan Michaelsen
Jan Munk Michaelsen (Nantes, 1970. november 28. –) dán válogatott labdarúgó.
A dán válogatott tagjaként részt vett a 2002-es világbajnokságon.
Édesapja Allan Michaelsen szintén válogatott labdarúgó volt.

## Sikerei, díjai
Panathinaikósz
- Görög bajnok (1): 2003–04
- Görög kupagyőztes (1): 2003–04